# Epicauta schneideri
Epicauta schneideri là một loài bọ cánh cứng trong họ Meloidae. Loài này được Dvorák miêu tả khoa học năm 1996.